# Skinés
Skinés, en grec moderne : Σκινές, est un village du dème de Plataniás, en Crète, en Grèce. Selon le recensement de 2011, la population de Skinés compte 599 habitants. Le village est situé à une altitude de 110 m et à une distance de 15 km de La Canée.

## Recensements de la population
| Recensements | 1900 | 1920 | 1928 | 1940 | 1951 | 1961 | 1971 | 1981 | 1991 | 2001 | 2011 |
| ------------ | ---- | ---- | ---- | ---- | ---- | ---- | ---- | ---- | ---- | ---- | ---- |
| Population   | 362  | 475  | 561  | 770  | 791  | 617  | 663  | 622  | -    | 589  | 599  |